# Jón Arason
Jón Arason, født i 1484 i Eyjafjördur, Island, er husket både som en nationalhelt og som den sidste romersk-katolske biskop i Island. Han voksede op i en fattig familie og blev hurtigt en fremtrædende skikkelse i kirken, hvorefter han blev indsat som biskop af Hólar i 1522. I 1537 protesterede han sammen med Ögmundur Pálsson, biskop af Skálholt, mod kong Christian III af Danmarks forsøg på at indføre lutheranismen i Island. Ögmundur blev deporteret til Danmark af danske agenter i 1541, men Arason fortsatte sin modstand.
Arasons modstand mod lutheranismen var både drevet af religiøs overbevisning og en følelse af nationalisme. Han så det som en trussel mod Islands kultur at skifte fra katolicisme til lutheranisme. Arason blev opmuntret i sin kamp mod lutheranismen af et brev fra pave Paul III. Han udviste en stor energi og ihærdighed i sine bestræbelser på at bevare katolicismen på Island. Under et forsøg på at fange sin største modstander, Daði Guðmundsson, blev Arason selv taget til fange og overgivet til kongens foged, Christian Skriver. I 1550 blev Arason og to af hans sønner, Are og Björn, ført til det sydlige Island og halshugget på Skálholt.
Efter hans død blev Arasons lig flyttet i triumf fra Skálholt til Hólar. Folket viste deres hengivenhed over for ham ved at vælge hans søn Jón som hans efterfølger, selvom dette valg ikke blev bekræftet. Selvom katolicismen ikke længere havde en leder, fortsatte befolkningen med at værne om deres fædres tro og så på Arason som en nationalhelt og martyr. Interessant nok blev fem lutherske biskopper i Skálholt og tre i Hólar senere efterkommere af ham, og blandt konvertitter ved en katolsk mission i Island var der en kvinde, der nedstammede fra Arason.